# Trichopilia callichroma
Trichopilia callichroma är en orkidéart som beskrevs av Heinrich Gustav Reichenbach. Trichopilia callichroma ingår i släktet Trichopilia och familjen orkidéer.
Artens utbredningsområde är Colombia. Inga underarter finns listade i Catalogue of Life.